# Agua Dulce, Chiapas
Agua Dulce är en ort i Mexiko.   Den ligger i kommunen Motozintla och delstaten Chiapas, i den sydöstra delen av landet, 900 km sydost om huvudstaden Mexico City. Agua Dulce ligger 1 020 meter över havet och antalet invånare är 197.
Terrängen runt Agua Dulce är varierad. Runt Agua Dulce är det ganska tätbefolkat, med 78 invånare per kvadratkilometer. Närmaste större samhälle är Motozintla de Mendoza, 18,9 km öster om Agua Dulce. I omgivningarna runt Agua Dulce växer i huvudsak städsegrön lövskog.